# Dromia wilsoni
Dromia wilsoni är en kräftdjursart som först beskrevs av Fulton och Grant 1902.  Dromia wilsoni ingår i släktet Dromia och familjen Dromiidae. Inga underarter finns listade i Catalogue of Life.